# Treponema pallidum
Treponema pallidum es una especie de bacteria, del género Treponema, compuesta por entre ocho y veinte espiras enrolladas, lo que le da un movimiento de rotación similar a un sacacorchos. Mide de 5 a 20 micras de largo y 0,5 de diámetro, y es una espiroqueta [no se tiñe con la tinción de gram]. Altamente contagiosa, es causante de varias enfermedades del ser humano, principalmente la sífilis. Su estructura básica consiste en un filamento axial incluido en un cilindro helicoidal de citoplasma. El filamento es morfológicamente similar al flagelo bacteriano, y le otorga movilidad.
Existen por lo menos tres subespecies conocidas: T. pallidum pallidum, causante de la sífilis; T. pallidum pertenue, causante de la frambesia (también llamada buba o pian), y T. pallidum endemicum, causante del bejel (sífilis endémica o dichuchwa). A veces se incluye también como subespecie al Treponema carateum (o Treponema pallidum carateum), causante de la pinta o mal de pinto. La clasificación de estas subespecies se basa tanto en la diferente sintomatología causada por su infección como en cambios genéticos. En el caso de los cambios genéticos, estos son mínimos, siendo por ejemplo el grado de similitud entre T. pallidum pallidum y T. pallidum pertenue algo superiores al 99,6 %.
Es una bacteria bastante frágil. Fuera del cuerpo, no soporta los climas secos o temperaturas superiores a 42°C. No resiste la penicilina, uno de los mejores antibióticos que pueden utilizarse contra esta bacteria.

## Cultivo
Algunos investigadores han propuesto el cultivo de T. pallidum en medios complejos (medio de Smith-Noguchi) en condiciones anaerobias, pero ciertamente éste no es un método de uso práctico. El microorganismo puede ser transmitido por inoculación en los testículos de conejos y puede ser mantenido por una serie de pasos (un microorganismo semejante, el T. cuniculi, es un patógeno natural de los conejos). En la práctica, el microorganismo no sobrevive mucho tiempo fuera del cuerpo. A 4 °C (temperatura del banco de sangre) sobrevive durante cuatro días; a la temperatura de la habitación, por unas pocas horas, y sólo una hora, a 41.5 °C. Al ser una bacteria virtualmente incultivable, su estudio es complicado, y hay muchas cosas que todavía se desconocen al respecto de sus mecanismos de acción, patogenia y evolución.

## Patogenia
Posee, como factor de virulencia, la capacidad de fijarse a las células del huésped de la piel o mucosas, y alcanzar los tejidos subepiteliales a través de lesiones inaparentes o quizás a través de las células, con lo que da lugar a una lesión primaria. Se disemina por la sangre, y se une al epitelio vascular secretando una sustancia similar al mucopolisacárido de los tejidos del huésped, camuflando de esta manera al antígeno y pasando así al espacio perivascular, donde produce destrucción de los vasos, endarteritis obliterante, inhibición del aporte sanguíneo, necrosis y ulceración, y da lugar al chancro y diseminación, por los vasos sanguíneos, a todo el cuerpo.
El Treponema pallidum se aprovecha de ulceraciones en la piel o mucosas y es su principal vía de ingreso. Cuando ingresa se une por medio de Tp155 y Tp483 a la fibronectina, presente en la membrana del epitelio, y por Tp751 a laminina, también presente en la membrana externa epitelial. Una vez adherida, empieza a colonizar y empieza a penetrar en los tejidos por medio de una metaloproteinasa MMP-1, que degrada colágeno y las uniones endoteliales. Cabe resaltar que T. pallidum no tiene LPS, a pesar de ser Gram -, y las llagas sifilíticas son causadas por el mismo hospedador, en respuesta a Tpn47, la principal proteína de esta espiroqueta, ya que desencadena una respuesta inmune generalizada que es muy poco eficaz en llevar a cabo la eliminación del treponema porque es muy poco antigénico; tiene una proteína, llamada Neelaredoxin, que convierte el O2- liberado por los macrófagos en H2O2, y la hidroxiperoxidasa de membrana la convierte en H2O, evadiendo las especies reactivas de O2 del sistema inmune. Es muy invasivo, gracias a sus endoflagelos (3-6) y a una proteína MCP, que detecta histidina y glucosa en los tejidos y sirve como factor quimiotáctico para el treponema. Además, hace variación antigénica de las proteínas de membrana TprK, con lo que dificulta su eliminación. Y se ha encontrado actividad de B-lactamasa en Tpn47.

## Etapas de la enfermedad

### Etapa primaria de la sífilis
Después de un período de incubación de 10 días a 6 semanas (3 semanas promedio), en el sitio de inoculación ―la boca, el pene, la vagina o el ano― se presenta una pápula no dolorosa que rápidamente se ulcera, convirtiéndose en una llaga circular u ovalada de borde rojizo, parecida a una herida abierta, a esta se le llama chancro.
Es característica su consistencia cartilaginosa, con base y bordes duros.
En el varón los chancros suelen localizarse en el pene o dentro de los testículos, aunque también en el recto, dentro de la boca o en los genitales externos, mientras que en la mujer, las áreas más frecuentes son: cuello uterino y los labios genitales mayores o menores.
Durante esta etapa es fácil contagiarse con la secreción que generan los chancros. Una persona infectada durante esta etapa puede infectar a su pareja al tener relaciones sexuales sin protección.
El chancro desaparece al mes o mes y medio, pero no porque el enfermo se esté curando, sino porque la segunda etapa está por empezar.

### Etapa secundaria de sífilis
Puede presentarse medio año después de la desaparición del chancro y dura de tres a seis meses, provocando ronchas rosáceas indoloras llamadas «clavos sifilíticos» en las palmas de las manos y plantas de los pies (que a veces pueden aparecer en otros sitios como pecho, cara o espalda), fiebre, dolor de garganta y de articulaciones, pérdida de peso, caída de cabello, ceja rala, cefaleas y falta de apetito.
A veces, unas erupciones planas llamadas condiloma latum brotan alrededor de los genitales y el ano. Los clavos sifilíticos pueden ser muy contagiosos si existen heridas, pudiendo incluso contagiar a alguien por el mero hecho de darle la mano. Cuando la segunda fase termina, la sífilis permanece en el organismo durante mucho tiempo, hasta que vuelve a despertar en la tercera fase.

### Etapa terciaria de sífilis
En la tercera fase (llamada también fase final), entre uno y veinte años después del inicio de la infección, la sífilis se vuelve a despertar para atacar directamente al sistema nervioso o algún órgano.
En esta fase se producen los problemas más serios y puede llegar a provocar la muerte. Algunos de los problemas son:
- Trastornos oculares
- Cardiopatías
- Lesiones cerebrales
- Lesiones en la médula espinal
- Pérdida de coordinación de las extremidades
- Aneurisma sifilítico o luético
- Goma sifilítico o sifiloma, etc. Lesión en la nariz (nariz en silla de montar) en la tercera etapa de la sífilis

Aunque un tratamiento con penicilina puede matar la bacteria, el daño que haya hecho en el cuerpo podría ser irreversible.

## Identificación de laboratorio

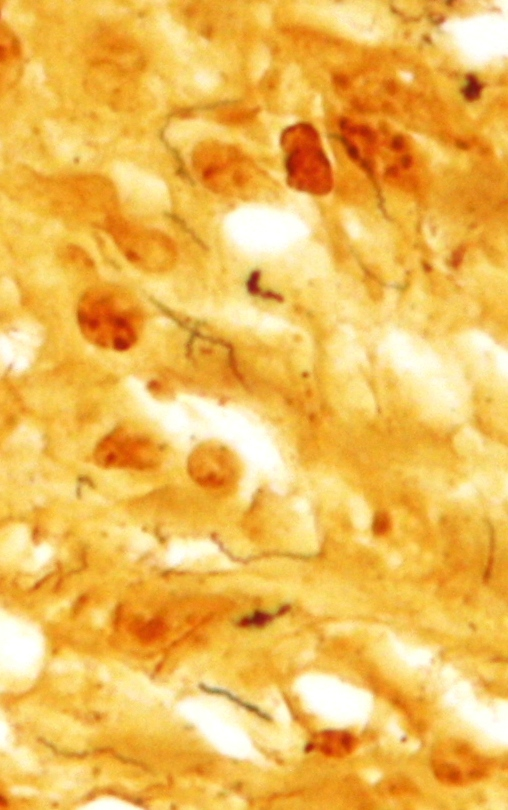
Micrografía que muestra T. pallidum (negro y delgado) – tinción de Dieterle

T. pallidum fue identificada por primera vez microscópicamente en canillas sifilíticas por Fritz Schaudinn y Erich Hoffmann en la Charité en Berlín en 1905. Esta bacteria se puede detectar con tinciones especiales, como la tinción de Dieterle. También se detecta T. pallidum mediante serología, incluyendo VDRL no treponémico, reaginación plasmática rápida, pruebas de anticuerpos treponémicos  (FTA-ABS), reacción de inmovilización de T. pallidum y prueba de TPHA para sífilis.

## Tratamiento
El tratamiento con penicilina puede matar a la bacteria, pero no revierte el daño producido. Durante la fase primaria y secundaria, el tratamiento con penicilina es fácil, sin embargo.
En la etapa terciaria, la penicilina es efectiva, pero en formas g-sódicas, que permiten que se difunda por el líquido cefalorraquídeo, ya que la bacteria se localiza en esta zona en la etapa final. 
El tratamiento de la sífilis a tiempo no deja secuelas. Pero esta enfermedad aumenta las posibilidades de contraer otras infecciones de transmisión sexual.

## Evasión del sistema inmune[9]
A pesar de poder ser fácilmente tratada, haber tenido la sífilis no supone que no pueda volver a ser contraída. El cuerpo humano no es capaz de desarrollar una inmunidad efectiva contra T. pallidum. Esto es debido a varios factores:
- Escasez de proteínas de membrana externa. El sistema inmune reconoce las proteínas presentes en la capa más externa de la bacteria y desarrolla anticuerpos contra estas. Treponema pallidum tiene muy pocas proteínas en su membrana externa (100 veces menos que otras bacterias como por ejemplo E. coli), lo que dificulta el reconocimiento de las mismas.
- Proteínas Tpr (T. pallidum repeat proteins). Familia de 12 proteínas parálogas . Su función predicha es de adhesión y formación de poros. Juegan un papel importante en la evasión del sistema inmune debido a que cuentan con regiones hipervariables. La proteína TprK es la que se cree juega el papel más importante en cuanto a evasión.
- Subpoblaciones. La alta variabilidad de proteínas como TprK hace que se generen dos poblaciones distintas dentro del mismo paciente, una que los anticuerpos son capaces de reconocer y otra que no. Mientras la subpoblación capaz de unir anticuerpos causa que se dé una respuesta inflamatoria, la otra subpoblación sigue replicándose y diseminándose por el organismo.

## Prevención
La prevención se basa en:
- Uso de profilácticos (condón, preservativo)
- Controles prenatales en personas gestantes
- Información de calidad, concientización y acceso a la salud para un diagnóstico temprano.

## Galería

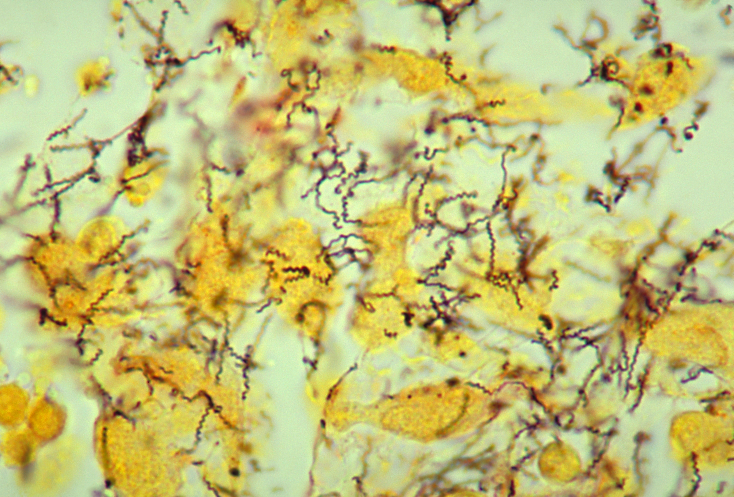

Treponema pallidum